# Суб Четате (Харгита)
Суб Четате (рум. Sub Cetate) насеље је у Румунији у округу Харгита у општини Зетеа. Oпштина се налази на надморској висини од 580 m.

## Становништво
Према подацима из 2002. године у насељу је живело 725 становника.

### Попис2002.
| Расподела становништва по националности 2002.‍ | Расподела становништва по националности 2002.‍ | Расподела становништва по националности 2002.‍ | Расподела становништва по националности 2002.‍ | Расподела становништва по националности 2002.‍ |
| --------------------------------------------- | --------------------------------------------- | --------------------------------------------- | --------------------------------------------- | --------------------------------------------- |
|                                               |                                               |                                               |                                               |                                               |
| Румуни                                        | Румуни                                        |                                               | 15                                            | 2,1%                                          |
| Мађари                                        | Мађари                                        |                                               | 710                                           | 97,9%                                         |